# 宮崎県済生会日向病院
宮崎県済生会日向病院（みやざきけんさいせいかいひゅうがびょういん）は、社会福祉法人恩賜財団済生会支部宮崎県済生会が宮崎県東臼杵郡門川町に設置する病院である。

## 沿革
（この節の出典）
- 1935年12月4日 - 済生会延岡診療所として開所。
- 1938年11月26日 - 済生会延岡病院に変更。
- 1949年12月1日 - 県立延岡病院に吸収。
- 1958年5月15日 - 済生会日向病院開院。

## 診療科
- 内科
- 糖尿病内科
- 脳神経内科
- 小児科
- 外科
- 整形外科
- 泌尿器科
- 眼科
- 耳鼻咽喉科
- 形成外科
- 放射線科
- 麻酔科
- リハビリテーション科

## 医療機関の指定等
（下表の出典）
| 保険医療機関 |
| 労災保険指定医療機関 |
| 指定自立支援医療機関（精神通院医療） |
| 身体障害者福祉法指定医の配置されている医療機関 |
| 生活保護法指定医療機関(中国残留邦人等の円滑な帰国の促進並びに永住帰国した中国残留邦人等及び特定配偶者の自立の支援に関する法律（平成６年法律第30号）に基づく指定医療機関を含む。) |
| 結核指定医療機関 |
| 指定小児慢性特定疾病医療機関 |
| 難病の患者に対する医療等に関する法律（平成２６年法律第５０号）に基づく指定医療機関                                                                                               |
| 戦傷病者特別援護法指定医療機関 |
| 原子爆弾被害者医療指定医療機関 |
| 第二種感染症指定医療機関 |
| 災害拠点病院（地域） |
| 臨床研修病院（協力型） |
| 肝疾患診療連携拠点病院 |
| 在宅療養支援病院 |
| 無料低額診療事業実施医療機関 |

- 救急告示病院[4]

## 交通アクセス
- バス - 宮崎交通
  - 「日向病院」バス停下車（平日のみ運行）
  - 「梶木」バス停下車、徒歩約6分
- 乗合タクシー - かどっぴータクシー「日向病院」下車（月・火・水・金曜日のみ運行）